# 薄恕一
薄 恕一（すすき じょいち、1867年1月24日（慶応2年12月19日） - 1956年（昭和31年）11月7日）は、日本の医師、政治家。大阪府医師会会長、大阪府会議長。力士を援助した好角家で、相撲界の後援者を指す「タニマチ」の語源となった活動をした人物。

## 来歴
1866年（慶応2年）筑前国糟屋郡筵内村（むしろうちむら）（現福岡県古賀市筵内）生まれ。1887年（明治20年）大阪市に転居し医学を学ぶ。1889年（明治22年）、外科「薄病院」を大阪市南区（現中央区）谷町6丁目27番地に開業。好角家として、幕下の力士を無料で治療したり、医院の中庭に土俵を作り稽古させたりするなど、物心両面で援助したため、力士から「タニマチ」と呼ばれ慕われるようになる。医療保険制度のない当時、力士だけでなく、患者に「貧乏人は無料、生活できる人は薬代一日四銭、金持ちは二倍でも三倍でも払ってくれ」という主義を貫く。深夜に起こされても往診に向かったといい、病院自体も「サンダルばきで駆け込める、庶民的で親切」だった。
1900年（明治33年）、近所に開設される大阪府第一高等女学校（現大阪府立清水谷高等学校）の学校医に就任。1919年（大正8年）、図書館を故郷に設置し寄贈（現古賀市立図書館）。学校図書館の珍しい当時、教育へ貢献を評価され、1933年（昭和8年）、文部省から図書館表彰を受ける。1929年（昭和4年）12月、大阪府会議長に就任。第30代、31代（1931年10月）を務める。1935年（昭和10年）12月も34代として就任。だが松竹の白井松次郎から演劇や興行に関わる課税軽減の府令改正案成立のために金銭を受け取った収賄事件で1938年（昭和13年）5月18日、大審院は薄を有罪とする。これにより大礼記念章（大正/昭和）、第一回国勢調査記念章を褫奪された。
1956年（昭和31年）11月7日死去、89歳。没後、大阪大学医学部を卒業した息子薄政太が薄病院を継ぐ。政太は1953年（昭和28年）創設のプロアマ混成「シュピーゲル写真家協会」に参加するほどの写真好きで、谷町のカメラ仲間と交流を楽しんだという。

## 作家、直木三十五の“育ての親”
薄恕一は、親友の甥である直木三十五を幼少期から面倒みている。病弱な直木は幼稚園児のころから薄病院に通院しており、19歳のころには薄病院でアルバイトし学費も稼ぐなど、物心両面で世話になっている。
このため、直木は作家となった後も薄への感謝を忘れず、自叙伝「死までを語る」で、「薄恕一氏の紹介で、小学校の代用教員になる事になった。」「殆ほとんど育つか、育たぬか分らなかった私が、とにかく、四十三まで、生きて来られたのは、この人が居られたからである。」と綴っている。また、薄は、直木の弟「清二」の名づけ親にもなっている。